# Straßenradsport-Weltmeisterschaften 1959

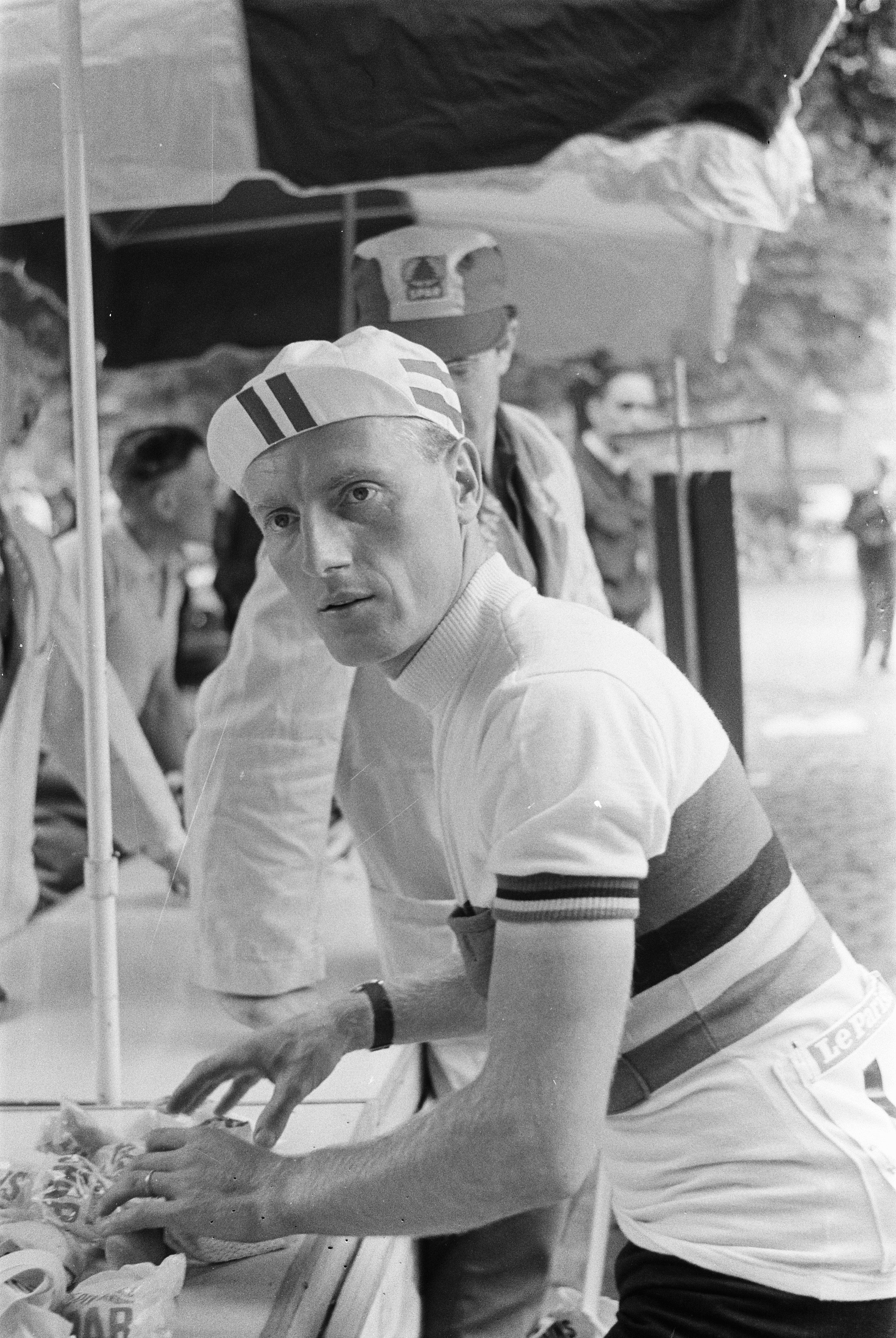
André Darrigade siegte bei den Profis.

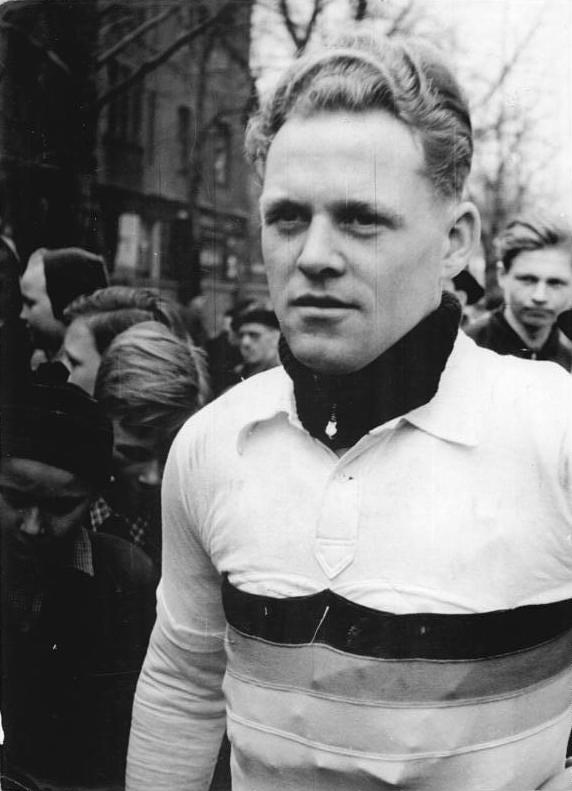
Alter und neuer Amateur-Weltmeister:
Täve Schur (DDR)

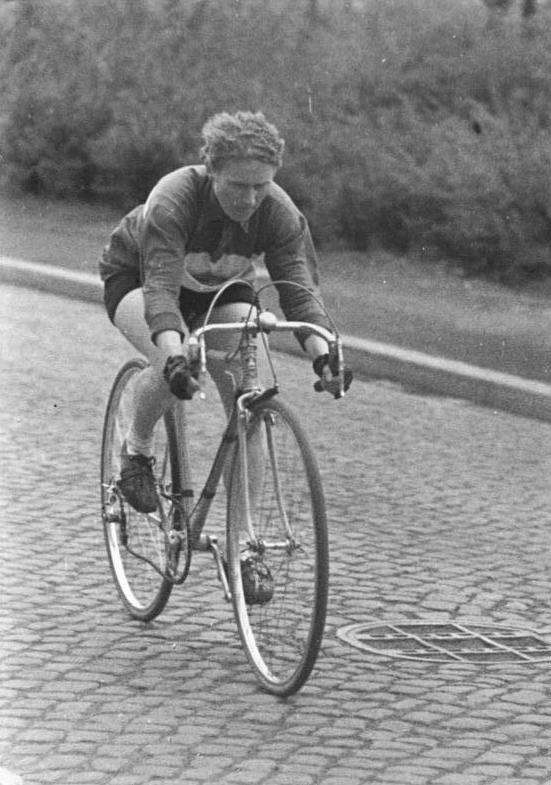
Elfriede Vey (DDR), einzige Deutsche im Klassement (9.)

Die Straßenradsport-Weltmeisterschaften 1959 fanden im Laufe des Monats August im niederländischen Zandvoort und im belgischen Rotheux statt. Die Profifahrer trugen die WM zum 26. Mal aus, die Amateurmeisterschaft fand zum 32. Mal statt und die Frauen trugen ihre Weltmeisterschaft zum zweiten Mal aus. Die neuen Weltmeister waren André Darrigade aus Frankreich bei den Berufsfahrern, Gustav-Adolf Schur (DDR) als Titelverteidiger bei den Amateuren und die Belgierin Yvonne Reynders bei den Frauen.

## Rennstrecke
Die Weltmeisterschaftsrennen wurden auf dem unmittelbar an der Nordseeküste gelegenen Formel-1-Rundkurs Circuit Park Zandvoort ausgetragen. Die mit Bitumenpflaster und Rauhasphalt ausgestattete Strecke wies ein im Wesentlichen flaches Profil auf und hatte ihre Schwierigkeiten lediglich in einigen scharfen Kurven und engen Passagen. Für die Rennen war ein 10,43 Kilometer langer Rundkurs abgesteckt worden, den die Profifahrer 28-mal, die Amateure 18-mal und die Frauen siebenmal absolvieren mussten.

## Profis
Bei den Profis waren vor 170.000 Zuschauern am Sonntag, dem 16. August, 69 Fahrer am Start, von denen 44 das Ziel erreichten. Unter ihnen waren die fünf deutschen Fahrer Gunther Debussmann, Friedhelm Fischerkeller, Lothar Friedrich, Hennes Junkermann und Franz Reitz.  Es waren 28 Runden mit einer Gesamtlänge von 292 km zu bewältigen, als Handicap erwies sich der starke Wind von der Nordsee her.
Nach der siebten Runden setzte sich eine Spitzengruppe mit dem späteren Weltmeister André Darrigade ab, zu der auch der deutsche Fahrer Friedhelm Fischerkeller gehörte. Schließlich kamen acht Fahrer mit einem Stundenmittel von 38,250 km nach 7 Stunden, 30 Minuten und 43 Sekunden zeitgleich ins Ziel, im Endspurt war der Franzose Darrigade der schnellste vor dem Italiener Michele Gismondi und Noël Foré aus Italien.
Bester deutscher Fahrer war der Kölner Fischerkeller, der im Vorjahr noch bei den Amateuren gestartet war. Er beendete das Rennen als Sechster, zeitgleich mit dem Sieger. Der Deutsche Meister und Tour-de-Suisse-Sieger 1959 Hennes Junkermann erreichte in der Verfolgergruppe mit 22 Sekunden Rückstand den 12. Platz. Der Weltmeister von 1958, der Italiener Ercole Baldini landete diesmal nur auf Rang 25.

## Amateure
An der 32. Amateur-Weltmeisterschaft, bei der eine Distanz von 189 km zu bewältigen war, beteiligten sich am 15. August 94 Fahrer aus 21 Ländern, darunter auch Fahrer aus den beiden deutschen Radsportverbänden. Nur 59 Teilnehmer erreichten das Ziel. Der Deutsche Radsport-Verband der DDR (DRSV) hatte sechs Fahrer nominiert: Bernhard Eckstein, Erich Hagen, Günter Lörke, Johannes Schober, der Vorjahres-Weltmeister und DDR-Meister Gustav-Adolf Schur und Manfred Weißleder. Vom Bund Deutscher Radfahrer beteiligten sich ebenfalls sechs Akteure: Alfred Heckemüller, Lippeck, Werner Limbach, Günter Reisenauer, Ludwig Troche und der Deutsche Meister Günter Tüller. Mit Schur ging erstmals ein amtierender Weltmeister an den Start.
Zu Beginn der 5. Runde hatte sich eine sechsköpfige Ausreißergruppe gebildet, unter ihnen der Schweizer Schleuniger und der Österreicher Varga. Sie wurde jedoch schnell wieder vom Hauptfeld eingefangen. In der 10. Runde versuchten erneut fünf Fahrer sich vom Feld abzusetzen, angeführt vom Italiener Zorzi. Eine Runde später war die Gruppe auf zehn Fahrer angewachsen. Die beiden DDR-Fahrer Schur und Hagen sorgte dafür, dass sich weitere 13 Akteure vom Hauptfeld absetzen konnten, dass jedoch die Spitzengruppe nie mehr als eine Minute davonfahren ließ.
Nachdem in der 14. Runde noch einmal einen Ausreißversuch gestartet wurde, setzte Weltmeister Schur zur entscheidenden Attacke an. In der letzten Runde gelang es ihm, sich mit einem starken Antritt vom inzwischen wieder vereinigten Hauptfeld abzusetzen. Ihm konnte nur noch der Niederländer Maliepaart folgen, dahinter übernahmen die DDR-Fahrer die Aufgabe, das Feld zu bremsen. 270 Meter vor dem Ziel zog der Niederländer den Schlussspurt an, 100 Meter vor dem Zielstrich lagen beide Fahrer gleichauf und zum Schluss siegte Schur mit einer halben Reifenbreite und verteidigte damit seinen Weltmeisterschaftstitel erfolgreich.

## Frauen
Die nach 1958 erst zum zweiten Mal ausgetragene Weltmeisterschaft der Frauen fand am Sonntag, 2. August getrennt von den anderen Veranstaltungen in Rotheux statt. 30 Rennfahrerinnen waren an den Start der 72 km langen Strecke gegangen, nur 13 Teilnehmerinnen erreichten das Ziel. Nach einer Stunde, 53 Minuten und 32 Sekunden stand mit der 22-jährigen Belgierin Yvonne Reynders mit einem Stundenmittel von 37,9 km die neue Weltmeisterin fest. Die einzige Deutsche im 13er-Feld war die DDR-Fahrerin Elfriede Vey, die als 9. den Zielstrich überfuhr. Überraschend stark erwiesen sich die sowjetischen Teilnehmerinnen, die die Plätze 2, 3, 6 und 11 erspurteten. Von den drei Erstplatzierten der Frauen-WM 1958 war nur die sowjetische Fahrerin Maria Lukschina (6.) unter den 13 gewerteten Teilnehmerinnen.

## Ergebnisse
| Profis | Profis                  | Profis | Profis          |
| Platz  | Name                    | Land   | Zeit            |
| ------ | ----------------------- | ------ | --------------- |
| 01     | André Darrigade         | FRA    | 7:30:43 h       |
| 02     | Michele Gismondi        | ITA    | + 0 min         |
| 03     | Noël Foré               | BEL    | + 0 min         |
| 04     | Tom Simpson             | GBR    | alle + 0 min    |
| 05     | Diego Ronchini          | ITA    | alle + 0 min    |
| 06     | Ab Geldermans           | NED    | alle + 0 min    |
| 07     | Friedhelm Fischerkeller | GER    | alle + 0 min    |
| 08     | Coen Niesten            | NED    | alle + 0 min    |
| 09     | Jacques Anquetil        | FRA    | alle + 0:22 min |
| 10     | Angelo Conterno         | ITA    | alle + 0:22 min |
| 11     | Frans Schoubben         | BEL    | alle + 0:22 min |
| 12     | Hennes Junkermann       | GER    | alle + 0:22 min |
| 13     | Tadeusz Wierucki        | POL    | alle + 0:22 min |
| 14     | Roger Hassenforder      | FRA    | alle + 0:22 min |
| 15     | Ronald Murray           | AUS    | alle + 0:22 min |
| 16     | Michel Dejouhannet      | FRA    | alle + 0:22 min |
| 17     | Jo de Haan              | NED    | alle + 0:22 min |
| 18     | Gilbert Desmet          | BEL    | alle + 0:22 min |
| 19     | Rino Benedetti          | ITA    | alle + 0:22 min |
| 20     | Piet Damen              | NED    | alle + 0:22 min |
| 21     | Armando Pellegrini      | ITA    | alle + 0:22 min |
| 22     | Seamus Elliott          | IRL    | alle + 0:22 min |
| 23     | Nino Defilippis         | ITA    | alle + 0:22 min |
| 24     | Antonio Suárez          | ESP    | alle + 0:22 min |
| 25     | Ercole Baldini          | ITA    | alle + 0:22 min |
| 26     | Jo de Roo               | NED    | alle + 0:22 min |
| 27     | Petrus Oellibrandt      | BEL    | alle + 0:22 min |
| 28     | Rik Van Steenbergen     | BEL    | alle + 0:22 min |
| 29     | Joop Captein            | NED    | alle + 0:22 min |
| 30     | Leon Vandaele           | BEL    | alle + 0:22 min |
| 31     | Dino Bruni              | ITA    | alle + 0:22 min |
| 32     | Adolf Christian         | AUS    | alle + 0:22 min |
| 33     | Salvador Botella        | ESP    | alle + 0:22 min |
| 34     | Roger Baens             | BEL    | alle + 0:22 min |
| 35     | Franz Reitz             | GER    | alle + 0:22 min |
| 36     | Robert Cazala           | FRA    | alle + 0:22 min |
| 37     | Attilio Moresi          | SUI    | alle + 0:22 min |
| 38     | Rik Van Looy            | BEL    | alle + 0:22 min |
| 39     | Piet van den Brekel     | NED    | alle + 0:22 min |
| 40     | Gérard Saint            | FRA    | alle + 0:22 min |
| 41     | Wilfried Thaler         | AUS    | alle + 0:22 min |
| 42     | Lothar Friedrich        | GER    | + 1:47 min      |
| 43     | Günther Debusmann       | GER    | + 2:57 min      |
| 44     | Fritz Gallati           | SUI    | + 7:41 min      |

| Amateure | Amateure             | Amateure | Amateure        |
| Platz    | Name                 | Land     | Zeit            |
| -------- | -------------------- | -------- | --------------- |
| 01       | Gustav-Adolf Schur   | GDR      | 4:39:02 h       |
| 02       | Bas Maliepaard       | NED      | + 0 min         |
| 03       | Constant Goossens    | BEL      | + 0:06 min      |
| 04       | Lode Troonbeeckx     | BEL      | alle + 0:06 min |
| 05       | Mik Snijder          | NED      | alle + 0:06 min |
| 06       | Giuseppe Zorzi       | ITA      | alle + 0:06 min |
| 07       | Herman Cornelis      | BEL      | alle + 0:06 min |
| 08       | Jean-Baptiste Claes  | BEL      | alle + 0:06 min |
| 09       | Erwin Jaisli         | SUI      | alle + 0:06 min |
| 10       | Knud Enemark Jensen  | DEN      | alle + 0:06 min |
| 11       | Hans Schleuniger     | SUI      | alle + 0:06 min |
| 12       | Bengt Ekblom         | SWE      | alle + 0:06 min |
| 13       | Aldo Pifferi         | ITA      | alle + 0:06 min |
| 14       | Kurt Postl           | AUT      | alle + 0:06 min |
| 15       | Ludwig Troche        | GER      | alle + 0:06 min |
| 16       | Roger Thull          | LUX      | alle + 0:06 min |
| 17       | Győző Török          | HUN      | alle + 0:06 min |
| 18       | Niels Verner Baunsøe | DEN      | alle + 0:06 min |
| 19       | Erich Hagen          | GDR      | alle + 0:06 min |
| 20       | Ferenc Horváth       | HUN      | alle + 0:06 min |
| 21       | Werner Limbach       | GER      | alle + 0:06 min |
| 22       | Mohamed El Gourch    | MAR      | alle + 0:06 min |
| 23       | Ab van Egmond        | NED      | alle + 0:06 min |
| 24       | Bernard Viot         | FRA      | alle + 0:06 min |
| 25       | Göran Karlsson       | SWE      | alle + 0:06 min |
| 26       | Alfred Heckemüller   | GER      | alle + 0:06 min |
| 27       | Günter Lörke         | GDR      | alle + 0:06 min |
| 28       | Hubertus Zilverberg  | NED      | alle + 0:06 min |
| 29       | Günter Reisenauer    | GER      | alle + 0:06 min |
| 30       | Kurt Schweiger       | AUT      | alle + 0:06 min |
| 0...     |                      |          | alle + 0:06 min |
| 32       | Günter Tüller        | GER      | alle + 0:06 min |
| 39       | Johannes Schober     | GDR      | alle + 0:06 min |
| 49       | Bernhard Eckstein    | GDR      | alle + 0:06 min |
| 58       | Karl-Heinz Lippeck   | GER      | alle + 0:06 min |
| 60       | Manfred Weißleder    | GDR      | alle + 0:06 min |

| Frauen | Frauen            | Frauen | Frauen    |
| Platz  | Name              | Land   | Zeit      |
| ------ | ----------------- | ------ | --------- |
| 01     | Yvonne Reynders   | BEL    | 1:53:32 h |
| 02     | Aino Puronen      | URS    | + 0 min   |
| 03     | Vera Gorbatschewa | URS    | + 0 min   |
| 04     | Renée Vissac      | FRA    |           |
| 05     | Beryl Burton      | GBR    |           |
| 06     | Maria Lukschina   | URS    |           |
| 07     | Millie Robinson   | GBR    |           |
| 08     | Sheila Holmes     | GBR    |           |
| 09     | Elfriede Vey      | GDR    |           |
| 10     | Rosa Sels         | BEL    |           |
| 11     | N. Spitshyna      | URS    |           |
| 12     | Nicole Steurs     | BEL    |           |
| 13     | Molly Swann       | GBR    |           |